# Triforce
Il Triforce è un sistema arcade creato da Nintendo, da Namco, e da SEGA sul quale i primi videogiochi vennero pubblicati nel 2002. Il nome "Triforce" si riferisce all'ambita reliquia magica della Triforza presente nei giochi della Nintendo della saga di The Legend of Zelda, e simboleggia altresì le tre compagnie occupate in questo progetto. Il sistema hardware è basato su quello del Nintendo GameCube con piccole differenze, come l’aggiunta dei GD-ROM di SEGA.

## Specifiche del Triforce
- Generale CPU: IBM PowerPC "Gekko" @ 486 MHz
- Grafica: ATI/Nintendo "Flipper" @ 162 MHz.
- Colori: Colorazioni a 24-bit (24-bit Z Buffer)
- Caratteristiche Hardware: Fog, Subpixel Antialiasing, 8 Hardware Lights, Alpha blending, Virtual Texture Design, Multi-Texturing, Bump Mapping, Environment mapping, MIP Mapping, Bilinear filtering, Trilinear filtering, Filtro anisotropico, Decompressione hardware della texture in tempo reale (S3TC), Decompressione In tempo reale della display list, Embedded Framebuffer, 1MB Embedded Texture Cache, HW 3-line Deflickering filter.
- Suono DSP: Custom Macronix 16-bit DSP @ 81 MHz
- Generale RAM: Memoria principale da 24MB di MoSys 1T-SRAM, approssimativamente a 10ns con latenza sostenibile.